# Небојша Илић (глумац)
Небојша Илић (Београд, 25. јун 1973) српски је позоришни, телевизијски и филмски глумац.

## Биографија
Небојша Илић је рођен у Београду 25. јуна 1973. године. Глуму је дипломирао на Факултету драмских уметности у Београду, у класи професора Миленка Маричића. Стални је члан Позоришта „Атеље 212” од 1998. године. Игра и у Народном позоришту у Београду и Позоришту „Бошко Буха”. Запажене улоге је остварио у филмовима: Лајање на звезде, Зона Замфирова, Монтевидео, Бог те видео! и Монтевидео, видимо се!, као и у серијама Бела лађа, Монтевидео, Бог те видео!, На путу за Монтевидео, Монтевидео, видимо се! и Комшије.

## Награде
Добитник је две „Стеријине награде” , 2010. за улогу у представи „Чекаоница” и 2015. за улогу у представи "Провиденца".

## Филмографија
| Год.       | Назив                                 | Улога                     |
| ---------- | ------------------------------------- | ------------------------- |
| 1990.-те   |                                       |                           |
| 1996.      | Очеви и оци                           | Џон                       |
| 1996.      | Лепа села лепо горе                   | Вељин брат                |
| 1996.      | Горе доле                             | лажни болничар            |
| 1998.      | Купи ми Елиота                        | Дики                      |
| 1998.      | Лајање на звезде                      | Богољуб Марић             |
| 1998.      | Досије 128                            | Добављач у затвору        |
| 1998.      | Џандрљиви муж                         | Светозар                  |
| 1998.      | Кнегиња из Фоли Бержера               | Березин                   |
| 1999.      | Небеска удица                         | Деки                      |
| 2000.-те   |                                       |                           |
| 2001.      | Она воли Звезду                       | Власник кафића            |
| 2002.      | Зона Замфирова                        | Манулаћ                   |
| 2002.      | Лисице                                | Срђан                     |
| 2002.      | Кордон                                | човек на портирници       |
| 2003.      | Казнени простор 2                     | Мика                      |
| 2003.      | Сироти мали хрчки 2010                | записничар                |
| 2003.      | Наша мала редакција                   | Миланче                   |
| 2003.      | Мали свет                             | полицајац окренут леђима  |
| 2004.      | Црни Груја 2                          | Ага Аганлија              |
| 2004.      | Лифт                                  | Јецин бивши момак         |
| 2005.      | Пелине ђаконије                       |                           |
| 2006.      | Сутра ујутру                          | Таксиста                  |
| 2007.      | Црни Груја и камен мудрости           | Младен Миловановић        |
| 2007.      | Клопка                                | службеник у банци         |
| 2007.      | Оно наше што некад бејаше             | Таса                      |
| 2008.      | Краљевина Србија                      | краљ Александар Обреновић |
| 2009.      | Друг Црни у НОБ-у                     | Кекец Кардељ              |
| 2009.      | Последња аудијенција                  | Пера Тодоровић            |
| 2009.      | Јесен стиже, дуњо моја (ТВ серија)    | кувар                     |
| 2010.-те   |                                       |                           |
| 2010.      | Монтевидео, Бог те видео!             | Бошко Симоновић           |
| 2006−2012. | Бела лађа                             | Мирослав Станковић        |
| 2012.      | Монтевидео, Бог те видео! (ТВ серија) | Бошко Симоновић           |
| 2013.      | На путу за Монтевидео                 | Бошко Симоновић           |
| 2014.      | Монтевидео, видимо се!                | Бошко Симоновић           |
| 2014.      | Монтевидео, видимо се! (ТВ серија)    | Бошко Симоновић           |
| 2014.      | Јагодићи                              | Драгутин Фајфер           |
| 2015.      | Смрдљива бајка                        | алкохоличар 2             |
| 2015.      | Три полицајца                         | Марјан                    |
| 2015−2018. | Комшије (ТВ серија)                   | Иван Здравковић           |
| 2016.      | Чорба од канаримца                    | Меда                      |
| 2016.      | Стадо (филм)                          | судски извршитељ          |
| 2017.      | Мамурлуци (ТВ серија)                 |                           |
| 2017.      | Santa Maria della Salute              | Милан Савић               |
| 2018.      | Стадо                                 | судски извршитељ          |
| 2019.      | Врата до врата                        | Светозар                  |
| 2019.      | Државни службеник (ТВ серија)         | Тихомир Тодоровић         |
| 2019.      | Реална прича                          | Ћуфта                     |
| 2020.-те   |                                       |                           |
| 2020—2025. | Мама и тата се играју рата            | Ћуфта                     |
| 2020.      | Случај породице Бошковић              | Лазар                     |
| 2020—2025. | Камионџије д. о. о.                   | Родољуб Станиславковић    |
| 2021—2022. | Клан                                  | Шеф кабинета              |
| 2021.      | Александар од Југославије             | Стјепан Радић             |
| 2021.      | Тома                                  | Предраг Гојковић Цуне     |
| 2021.      | Бранилац                              | Милорад Сотировски        |
| 2021.      | Адвокадо                              | Миле Чајна                |
| 2022.      | Зборница                              | директор Божа             |
| 2022.      | Тома (ТВ серија)                      | Предраг Гојковић Цуне     |

## Синхронизацијске улоге
| Година синх. | Цртани филм                    | Улога             |
| ------------ | ------------------------------ | ----------------- |
| 2002         | Упомоћ! Ја сам рибица          | Чак               |
| 2014         | Ћурке на слободи               | Гувернер Бредфорд |
| 2014         | Пчелица Маја: Филм             |                   |
| 2017         | Лепотица и звер (филм из 2017) | Лефу (дијалози)   |
| 2018         | Гринч                          |                   |